# Kungsör
Kungsör – miejscowość (tätort) w Szwecji, w regionie administracyjnym (län) Västmanland. Siedziba władz (centralort) gminy Kungsör. 
Miejscowość położona jest u ujścia rzeki Arbogaån do jeziora Melar. Większa część Kungsör leży w granicach prowincji historycznej (landskap) Södermanland, mniejsza, położona na północnym brzegu rzeki Arbogaån, leży w Västmanland. Na południe od miejscowości przebiega droga E20.
W 2010 r. Kungsör liczył 5452 mieszkańców.

## Przypisy

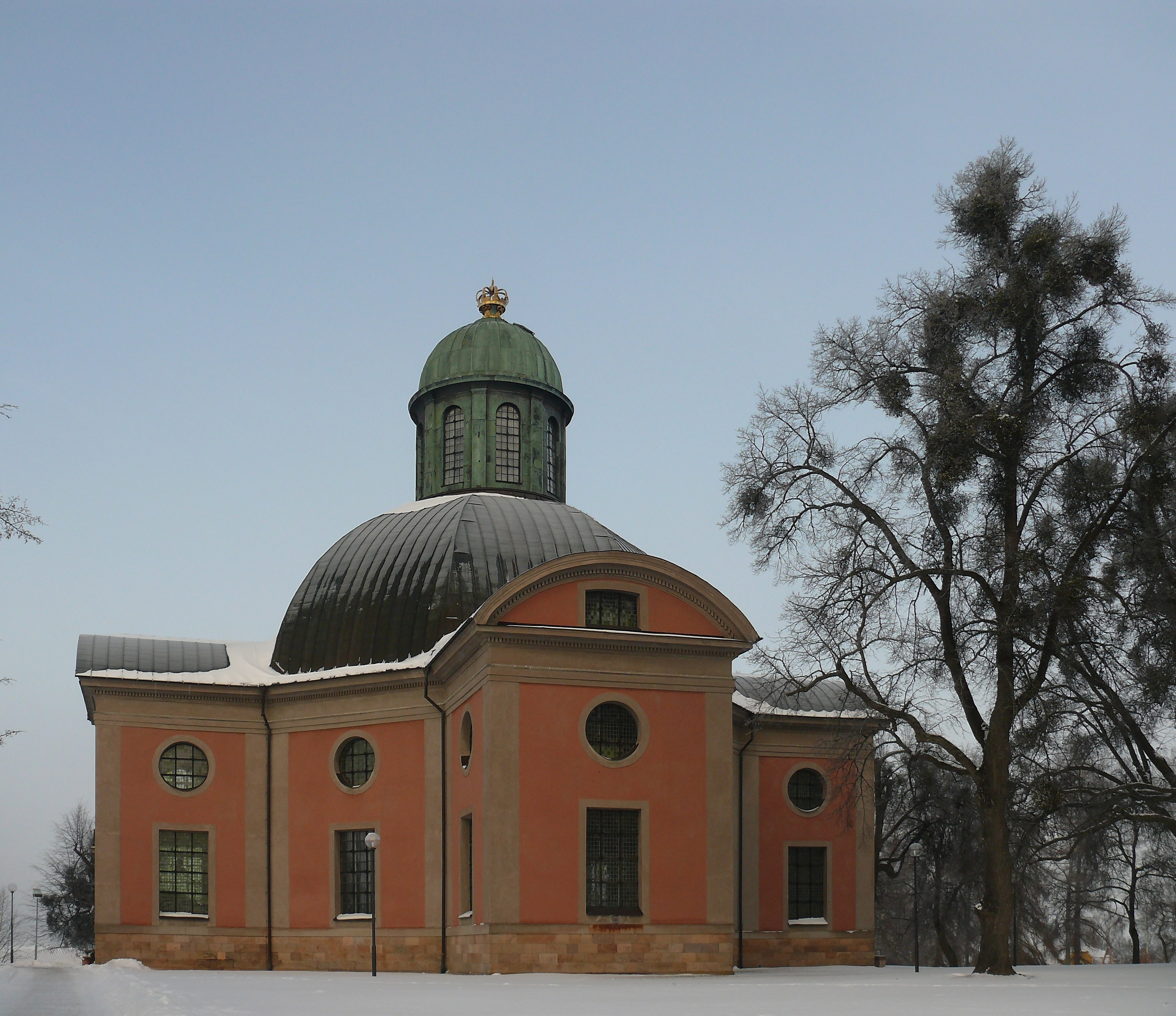
Kung Karls kyrka w Kungsör